# Rogue Galaxy
Rogue Galaxy (ローグ ギャラクシー?) es un videojuego de rol de ciencia ficción desarrollado por Level-5 y publicado por Sony Computer Entertainment para el PlayStation 2. El juego fue lanzado por primera vez en Japón el 8 de diciembre de 2005 y más tarde en América del Norte el 30 de enero de 2007. El lanzamiento europeo se esperaba inicialmente en 2006, pero tras una serie de aplazamientos finalmente fue lanzado en la mayoría de países europeos el 5 de septiembre de 2007 y en Australia el 30 de septiembre del mismo año. Una edición Montaje del director del juego también fue lanzada en Japón el 15 de marzo de 2007. Esta versión incluye todas las características adicionales y mejoras de las localizaciones de América del Norte y Europa.
Rogue Galaxy disfrutó de un éxito importante en su lanzamiento inicial en Japón, obteniendo un 36/40 en Famitsu y un promedio de 85 en Dengeki, dos de las revistas japonesas de juegos más populares. Las ventas fueron muy elevadas para una IP nueva en Japón, con ventas de más de 350.000 unidades en solo tres meses.

## Historia
El protagonista es Jaster Rogue, un chico que sueña con viajar por la galaxia. Es confundido con Garra del Desierto (Desert Claw en inglés), un cazarrecompensas que viaja por la galaxia, y llevado a una nave, el Dorgenarca, cuyo capitán es el pirata Dorgengoa. En el camino conoce a varios personajes que se unen al grupo mientras viajan por diferentes planetas resolviendo conflictos y cumpliendo la ambición del pirata del Dorgengoa para la cual fue reclutado.

## Personajes
- Jaster Rogue: Es el protagonista, un habitante del planeta Rosa, fue confundido por un legendario cazarrecompensas, Garra del Desierto (Desert Claw), y llevado a la nave del capitán pirata Dorgengoa. Desde su infancia deseaba convertirse en un pirata espacial y ser conocido por recorrer todos los planetas de la galaxia. Lleva una espada y una pistola.
- Kisala: Es la hija adoptiva del capitán Dorgengoa. A modo de arma porta dos dagas, así como un calzado especial que le permite propinar patadas a la vez que mantiene una alta movilidad.
- Simon: Empieza siendo un personaje misterioso, lleva un abrigo y una máscara. Es uno de los que embarcó a Jaster en el Dorgenarca. Porta un destructivo lanzallamas y un gran lanzamisiles.
- Steve: Es un robot creado por el doctor Donald Pocacchio, y actualmente está en la tripulación del Dorgenarca. Encontró a Jaster en Rosa junto con Simon, al cual llevaron al Dorgenarca, confundiéndolo con Garra del Desierto. Usa sus manos para combatir, y porta unos satélites pequeños que le ofrecen fuego de cobertura.
- encontró a Jaster junto con Simon en el planeta, Usa. son sus pcomo arma, uños y proyectiles.
- Lilika: Vive en Juraika, un planeta selvático. Su hermana ciega iba a ser ofrecida en un ritual, pero Jaster y los demás la hacen cambiar de idea. Es muy brusca, de ideales clásicos y con cierta detracción por la tecnología. Su arma es un arco, que llega al enemigo desde cualquier lugar, además lleva un machete para cortas distancias.
- Zegram: Un tipo duro, un pirata frío y taciturno que no teme a nada y no se fía de nadie. Se embarca en la tripulación para conseguir el tesoro del planeta Edén. Actúa de consejero de Jaster y es gran amigo de Dorgengoa. Al igual que Jaster, porta una espada. Además se vale de shurikens para combatir a distancia.
- Jupis Tooki: Un Granshee que previamente era un hacker informático que controlaba a los robots, Jaster se enfrenta a él en una ocasión y éste se une al grupo. Es a la vez un genio y un bocazas. Su arma es una lanza con la que pelea a la vez que hace breakdance. También lleva una caja de discos voladores que usa a modo de proyectil.
- Deego: Un veterano de la guerra que perdió un brazo, vivía en Vedan, pero después de derrotar a Gale (su compañero en la guerra) en una misión se une al grupo. Lleva una  ametralladora acoplada a su brazo, así como un hacha desproporcionadamente grande.
- Dorgengoa: El capitán del barco en que Jaster y sus amigos viajan, tiene a monsha como primero a bordo,y es el padre de kisala, tiene gran pasión por los tesoros.
- Monsha: El primero a bordo de la dorgenarca, siempre esta haciéndole la pelota a dorgengoa, tiene de los nervios a Lilika.

## Jugabilidad
La jugabilidad del juego cuenta con un entorno continuo sin tiempos de carga y las batallas que tienen lugar en el mundo son en tiempo real. Los gráficos tienen un gran parecido a otros juegos de rol de Level-5, sobre todo Dragon Quest VIII y Dark Chronicle.

### Viaje
El juego incluye un sistema de viaje que se utiliza para trasladarse a otro planeta. Con el fin de avanzar a los niveles superiores o planetas, el uso de la nave se necesita. Para ello, sin embargo, el jugador debe obtener su Visa de viaje galáctico renovado en Zerard. Hasta que esto suceda, el jugador no puede elegir a qué planeta ir. Una vez hecho esto, el jugador puede regresar a la nave y usar la pantalla de "mapa" para viajar a otros planetas que forman parte del juego. Usando el teletransportador ofrecerá regreso fácil a la nave.

### Combate
Los grupos de enemigos aparecen aleatoriamente mientras el jugador anda alrededor de los ambientes. El jugador tiene la capacidad de ir fuera de la zona de batalla para escapar del combate en cualquier momento. El combate se maneja de manera similar a un juego de rol occidental: los enemigos deambulan por el campo de juego y no hay transiciones entre las batallas y explorar el mundo del juego. El jugador controla a un personaje único, pero puede cambiar a los otros miembros del grupo, los patrones de ataque utilizan la función de comando del equipo. Además, el jugador puede cambiar entre los personajes y acceder a sus habilidades sobre la marcha. El juego se detiene cuando las ventanas de capacidad y el tema se abren durante la batalla. Cada personaje tiene una cierta cantidad de puntos que puede utilizar hasta que no se puede realizar una acción hasta que la barra se vuelve a llenar. Esto se representa por una barra azul en la parte superior del icono de caracteres. Al comienzo de una batalla al azar, los nombres y cantidades de los enemigos aparecen en el centro de la pantalla. Cuando todos los enemigos se vencen, se abrirá una ventana mostrando al jugador los caracteres y experiencia que adquierie el arma, los artículos que fueron recogidos y la cantidad de monedas que fue recibida por la batalla.

### Ataques
Ataques de alta tecnologíase trata de ataques basados en equipo en el cual dos o más miembros del equipo combinan sus habilidades en un ataque devastador. Ellos se irán desbloqueando en el flujo de la Revelación para cada personaje y son únicos para cada uno con distintos requisitos de que deben estar presentes dentro de la parte activa que se habilite en el combate (a lo Chrono Trigger y Chrono Cross).
Burning StrikeEn la versión japonesa, estos son ataques especiales que ocurren al azar, pero esto fue cambiado en la versión de EE. UU. para que el jugador pueda activarlos manualmente mediante la recopilación de suficientes fichas ardientes lanzadas por los enemigos durante el combate para llenar un medidor especial. Una vez lleno, el jugador puede activar esta habilidad, momento en el que debe seguir una serie de indicaciones en pantalla para hilvanar ataques con el fin de generar una gran cantidad de daño a un enemigo seleccionado.
Condiciones especialesvarios enemigos son inmunes a los daños, a menos de volverlos vulnerables a través de diversos medios, algunos primero deben tener sus barreras destruidas por una de las armas de Jaster. Otros solo pueden ser dañados en puntos muy específicos para entregar cualquier daño. Otros hay que bajar su guardia. Todavía otros deben tener su guardia rota mediante el uso de un ataque fuerte. Los jugadores deben ser conscientes de ello, como tales enemigos son invulnerables incluso a los ataques más fuertes en el juego hasta que hizo lo contrario.
Lanzamiento de los enemigosEl jugador puede lanzar a un enemigo a otro enemigo para causar daño. Varios obstáculos y elementos también aparecen en el área de combate para el jugador para su uso como la mayoría de los casos. El menos poderoso de todos los ataques.

## Recepción
El juego ha recibido críticas en general muy positivas, anotando 83/100 en Metacritic, indicando críticas generalmente favorables, que incluyen un 8.0/10 de GameSpot y un 8.7/10 de IGN.
Rogue Galaxy fue el videojuego más vendido en Japón durante la semana que finalizó el 11 de diciembre de 2005, con aproximadamente 237.631 unidades vendidas, apenas superando al popular Mario Kart DS. Famitsu reportó que a finales de 2006, el juego había vendido 356,192 unidades en la región. La revista también señaló que Rogue Galaxy: Director's Cup era el 403rd juego más vendido en Japón durante el año 2007, vendiendo 29,457 unidades.